# Frédéric Coudron
Pour les articles homonymes, voir Coudron.
Œuvres principales
La Suerte de Matar (2019)
Frédéric Coudron, né le 7 février 1976 à Roubaix, est un auteur français de roman policier.

## Biographie
Diplômé de l’école des Mines, Directeur Général des Services de la ville de Dax et passionné de littérature policière, il ébauche ses premiers textes après la lecture de la Ligne noire et du Serment des limbes de Jean-Christophe Grangé. Il obtient plusieurs prix au concours général en histoire-géographie et en français. Scientifique de formation, il a occupé différents postes stratégiques dans le cadre desquels il était habilité Secret Défense. Venu sur le tard à l’écriture, il est l’auteur d’une série de romans, Les Chroniques d’Alessandro Calderon (L’Affaire du Croisé-Laroche, Stabat Mater, Requiems, R.I.P, 616, Le Masque de Janus, N’ouvre à personne!, Le Crime est servi), qui met en scène des personnages récurrents et traite de sujets très documentés, alimentés par son parcours professionnel (Complots politiques, scandales environnementaux, cercles d’influences, nouvelles technologies, paradoxe de Milgram, parthénogenèse). En 2020, il est finaliste du Prix Hemingway. Il est également l’auteur du roman Cavale dont les droits ont été achetés pour une adaptation sur petit écran et de la Suerte de Matar, prix Feria de littérature 2019. Il a collaboré comme scénariste sur différents projets et créé un concept dont le but est d'amener les adolescents à la lecture. Dans ce contexte, il écrit plusieurs livres avec des personnalités du petit écran (Sur la piste du Shogun Tonight avec les Ch'tis et De la cuisine au tapis rouge avec Cindy Lopes). Son style est inspiré par ses modèles: Jacques Brel, Alain Bashung, Serge Gainsbourg et Frédéric Dard.

## Engagements
En octobre 2019, il signe avec 40 personnalités du monde du spectacle et de la culture, parmi lesquelles Denis Podalydès, Pierre Arditi, l'ex-ministre de la Culture Françoise Nyssen ou le journaliste Patrick de Carolis, une tribune dans le Figaro.

## Œuvre
- Stabat mater, Plombières-les-Bains, Ex Æquo, juin 2012, 161 p. (ISBN 978-2-35962-284-3)
- L'Affaire Ducroisé-Laroche : thriller, Plombières-les-Bains, Ex Æquo, décembre 2012, 24 p. (ISBN 978-2-35962-372-7)
- 616 : thriller, Plombières-les-Bains, Ex Æquo, janvier 2013, 173 p. (ISBN 978-2-35962-386-4)
- R.I.P, les chroniques de l'inspecteur Calderon, Châlons-en-Champagne, Ex Æquo, 2012, 184 p. (ISBN 978-2-35962-318-5)
- Requiems : thriller, Plombières-les-Bains, Ex Æquo, 2012, 130 p. (ISBN 978-2-35962-321-5)
- Le Masque de Janus : thriller, Plombières-les-Bains, Ex Æquo, septembre 2013, 106 p. (ISBN 978-2-35962-506-6)
- Cavale : thriller, Plombières-les-Bains, Ex Æquo, janvier 2014, 105 p. (ISBN 978-2-35962-573-8)
- De la cuisine au tapis rouge, Roubaix, Saint Martin, 2014, 79 p. (ISBN 978-2-916766-56-0), avec Cindy Lopes, une ancienne participante de Secret Story[4].
- Sur la piste du Shogun Tonight : thriller, Plombières-les-Bains, Ex Æquo, juin 2014, 58 p. (ISBN 978-2-35962-625-4)
- Silencieuse et Perfide (recueil de nouvelles), 2015, éditions Fleurs sauvages
- N'ouvre à personne, Ex Æquo, 2015
- Lorca, Ex Æquo, 2016
- 6 degrés de séparation, Ex Æquo, 2016
- La Suerte de Matar, Au Diable Vauvert, 2019, Prix Feria de Littérature de Millas
- Hierbas, Trincherillas et Uppercut, nouvelle, Au Diable Vauvert, Finaliste du Prix Hemingway 2020
- Rejoneadora, Au Diable Vauvert, 2021